# Diamond Films
Diamond Films é uma distribuidora de filmes da Argentina criada em 2010.

## Histórico
Criada pelo grupo argentino Telefilms, depois de três anos em funcionamento, já tendo expandido para Chile e Peru, abriu escritório no Brasil, onde seus primeiros lançamentos foram O Quarteto, Terapia de  Risco, A Fuga do Planeta Terra, The Bling Ring e Chamada de Emergência. Em 2016 abriu o primeiro escritório na Europa.
Em outubro de 2020, visando fortalecer a distribuição de filmes independentes no Brasil, a Diamond Films unificou suas operações com a Galeria Distribuidora, a maior do setor. Ainda em 2020, foi uma das distribuidoras de cinema apoiadoras do Festival Varilux de Cinema Francês. Em 2023, quando completava 10 anos no Brasil, o maior sucesso da Diamond Filmes tinha sido Orfã 2: A Origem, com 2,1 milhão de espectadores em 2022, e a distribuidora tinha sido responsável por lançar quatro vencedores do Oscar de Melhor Filme, Tudo em Todo Lugar ao Mesmo Tempo, Green Book, No Ritmo do Coração e Moonlight. 2024 foi o melhor ano da companhia no Brasil, que também se tornou o país mais lucrativo da empresa, tendo alcançado R$ 93 milhões de faturamento e 4,5 milhões de ingressos vendidos, com o maior sucesso sendo Guerra Civil.

## Prêmio
- 2017: ShowEast, Prêmio de Distribuidora do Ano (venceu)[10]